# Нарбон, Франсиско
Франсиско Хавьер Нарбон Куадра (исп. Francisco Javier Narbón Cuadra; родился 11 февраля 1995 года в Панама, Панама) — панамский футболист, полузащитник сборной Панамы.

## Клубная карьера
Нарбон начал карьеру во время обучения в колледже Шаттак Сент-Мари, выступая за его команду. В 2013 году он вернулся на родину, где несколько лет провёл в молодёжной системе клуба «Чепо». В 2014 году Франсиско поступил в Университет Джеймса Мэдисона в США и начал выступать за команду учебного заведения. Он несколько раз был признан игроком матча, а также новичком года.
В декабре 2015 года Нарбон подписал контракт с клубом USL «Цинциннати». Его профессиональный дебют состоялся 21 июля 2016 года в матче против «Нью-Йорк Ред Буллз II».
24 марта 2017 года Нарбон подписал контракт с клубом USL «Сиэтл Саундерс 2». За вторую команду «Сиэтл Саундерс» он дебютировал 26 марта в матче против «Сакраменто Рипаблик». В июне он был дважды взят в краткосрочную аренду в первую команду «Сиэтл Саундерс» на матчи Кубка США — в четвёртом раунде против «Портленд Тимберс» 13 июня вышел в стартовом составе и отыграл все 90 минут, в пятом раунде против «Сан-Хосе Эртквейкс» 28 июня также вышел в стартовом составе, но на 35-й минуте был удалён с поля, получив прямую красную карточку. 6 августа 2017 года в матче «Сиэтл Саундерс 2» против «Рио-Гранде Валли Торос» Нарбон забил свой первый гол в карьере. По окончании сезона 2018 «Сиэтл Саундерс 2» не продлил контракт с Нарбоном.

## Международная карьера
В 2011 году в составе юношеской сборной Панамы Нарбон принял участие в юношеском чемпионате КОНКАКАФ на Ямайке. На турнире он сыграл в матчах против команд Кубы, США, Коста-Рики и Канады. В том же году Франсиско принял участие в юношеском чемпионате мира в Мексике. На турнире он сыграл в матчах против команд Буркина-Фасо, Эквадора и Мексики.
В 2013 году в составе молодёжной сборной Панамы Нарбон принял участие в молодёжном чемпионате КОНКАКАФ. На турнире он сыграл в матче против команды Пуэрто-Рико.
7 августа 2014 года в товарищеском матче против сборной Перу Франсиско дебютировал за сборную Панамы.
В 2015 году Нарбон в составе олимпийской сборной Панамы принял участие Панамериканских играх в Канаде. На турнире он сыграл в матчах против Перу, Канады, Мексики и дважды Бразилии.
В том же году Франсиско во второй раз был включён в заявку молодёжной сборной Панамы на участие в молодёжном чемпионате КОНКАКАФ на Ямайке. На турнире он сыграл в матчах против команд Мексики, Арубы и США. По итогам соревнований Нарбон завоевал серебряную медаль. Летом того же года Франсиско принял участие в молодёжном чемпионате мира в Новой Зеландии. На турнире он сыграл в матчах против команд Аргентины, Австрии и Ганы.

## Достижения
Международные
 Панама (до 20)
- Чемпионат КОНКАКАФ среди молодёжных команд — 2015